# Anisoplia kiritshenkoi
Anisoplia kiritshenkoi är en skalbaggsart som beskrevs av Medvedev 1949. Anisoplia kiritshenkoi ingår i släktet Anisoplia och familjen Rutelidae. Inga underarter finns listade i Catalogue of Life.